# Ягибасан бен Мелик Гази
Низамеддин Ягибасан, Якуб-Арслан, Ягы-Басан (тур. Nizâmeddin Yağıbasan; ум. 1164) — сын третьего правителя эмирата Данышмендидов, Мелика Гази, правитель Сиваса в 1142/43—1164 годах.
Мелику Гази наследовал брат Ягибасана, Мухаммед. После смерти Мухаммеда эмират Данышмендидов в итоге борьбы за наследство оказался разделён на три части: Сивас, Малатья и Кайсери. Ягибасан правил в Сивасе; на протяжении почти всего своего правления боролся с сельджукскими султанами (Месудом I и Кылыч-Арсланом II) и их союзниками (Артукидами) за свои территории, заключал союзы с другими анатолийскими эмирами, с византийским императором Мануилом Комнином, с атабеком Алеппо Нуреддином Махмудом против султанов.

## Биография

### Происхождение и наследование
Ягибасан был сыном третьего правителя эмирата Данышмендидов, Мелика Гази. У него было три брата: Мухаммед, Яган и Айнуддевле. Наследовал отцу Мухаммед, хотя Айнуддевле и Яган были с этим не согласны и восстали. В 1135 году Мухаммед убил Ягана, но Айнуддевле (зять сельджукского султана Коньи Месуда I) сбежал в Малатью. У Месуда тоже был конфликт с Мухаммедом из-за наследства Гази.
У Мухаммеда было три сына: Зюннун, Юнус и Ибрагим. Мухаммед объявил своим наследником Зюннуна. После смерти Мухаммеда Зюннун наследовал отцу, но Ягибасан и Айнуддевле выступили против племянника, претендуя на наследство. Ягибасан женился на вдове Мухаммеда и объявил себя правителем Сиваса, Айнуддевле стал правителем Малатьи. Зюннун не мог им противостоять и был вынужден бежать в Заманты. Зюннун был женат на дочери Месуда, поэтому султан помог ему получить Кайсери. С этого момента существовало три соперничающие ветви династии (ветвь Кайсери существовала краткое время лишь при Зюннуне).

### Отношения с султаном Месудом I

Три бейлика Данышмендидов

С разделением территорий Данышмендидов на три части Месуд стал самым могущественным правителем Анатолии. Враждебное отношение султана Месуда к Данышмендидам заставило Ягибасана и Айнуддевле заключить союз против него. Затем Ягибасан захватил Эльбистан и Джейхан. Месуд хотел вернуть себе господство в Анатолии и напал на Ягибасана. Ягибасан не мог противостоять ему и покинул Сивас, после чего Месуд захватил и разрушил город.
Несколько раз Месуд пытался вернуть Малатью (в 1143 и 1144 году). Летом 1146 года византийский император Мануил I Комнин прибыл во Фригию с целью защиты вассальных эмиров (в том числе и Данышмендидов). Посланные им отряды разбили сельджуков, но на западе Центральной Анатолии войска Месуда продвинулись в долину Малого Мендереса и вернулись с большой добычей. Император выступил к Конье и отправил Месуду письмо. Согласно Иоанну Киннаму, он упрекал султана, что тот «не перестаёт беспокоить войною римского союзника Ягунпасана [Ягибасана] и других тамошних племенных правителей». Когда армии императора и султана встретились, вспыхнул бой. Сельджуки отступили и Мануил двинулся на Конью (1146). Осадив город, Мануил понял, что он неприступен. Кроме того, он получил известия о прибытии к Месуду помощи. Император отказался от осады и решил уйти.
Айнуддевле умер 12 июня 1152 года, ему наследовал его сын Зулкарнайн. Ягибасан посоветовал племяннику и его матери не подчиняться султану. Мать и сын отправили в Сивас к Ягибасану свои стада, чтобы они не погибли во время осады и не попали в руки султана. Узнав об этом, Месуд решил наказать Ягибасана и выступил против него. Тот испугался и подчинился султану. Подчинив Ягибасана, султан выдал за него замуж свою дочь. Их отношения Аксарайи описал так: «Ягибасан и Месуд стали дружить». Месуд в конце жизни разделил принадлежавшие ему земли (1155), «Из зятьёв же Ягупасану назначил Амасию, Анкиру и плодоносную область каппадокийскую со смежными им городами; а Дадуну [Зюннуну] предоставил богатые и огромные города Кесарию и Севастию». При этом он потребовал от сыновей и зятьёв подчиниться Кылыч-Арслану.

### Борьба с Кылыч-Арсланом II
В 1155 году после смерти султана Месуда ему наследовал его сын Кылыч-Арслан II. Его братья Шахин-шах и Девлет выступили против него. Воспользовавшись этим, Ягибасан напал на Кайсери и разрушил его. Он отправил многих христиан города в свою область. Как пояснял О.Туран, переселения жителей городов или районов делалось не ради причинения зла населению, а с экономической целью: так как население Анатолии в то время было очень малочисленным, целью переселения были приобретение земледельцев и ослабление противника. Кылыч-Арслан выступил против Ягибасана, но вмешалось духовенство и предотвратило войну. Через некоторое время Ягибасан напал на Эльбистан и увёл 70 000 пленников. Кылыч-Арслан выступил против Ягибасана во второй раз. Две армии встретились у Аксарая в октябре 1155 года и Ягибасан потерпел поражение. Данышмендид был вынужден предложить султану мир. Кылыч-Арслан II сначала отклонил предложение Ягибасана, но нападение Нуреддина Махмуда заставило Кылыч-Арслана помириться с Данышмендидом. Духовенство добилось подписания договора между сторонами. Хотя договор содержал несколько статей в пользу Кылыч-Арслана, в нём не было положения о возвращении его угнанных людей.
По сообщениям армянских хронистов — священника Григора (продолжателя «Хронографии» Матвея Эдесского) и Смбата Спарапета — Кылыч-Арслан приказал удушить среднего брата, Девлета, потому что опасался его. При этом, «он [султан] убил не только брата, но и вельмож, которых подозревал в непокорности». Это напугало младшего брата, Шахин-шаха, который бежал в выделенные ему отцом районы Анкары и Чанкыры и вступил в борьбу за трон.

### Союз с Мануилом I Комнином
Император Мануил сначала заключил союз с султаном, чтобы предотвратить вторжения Данышмендидов на территорию Византии, но в 1158 году встал на сторону Ягибасана против Кылыч-Арслана II. В союз с императором вступили все Данышмендиды: Ягибасан , Зюлькарнайн и Зюннун .
После этого Кылыч-Арслан попытался разделить императора и Ягибасана, оставив Эльбистан и его регион последнему, но эта попытка не удалась (1160). Враждебность Данышмендида султану была продемонстрирована, когда он напал на кортеж, сопровождавший невесту Кылыч-Арслана, дочь правителя Эрзурума Иззеддина Салтука. Когда она проезжала Малатью, Ягибасан похитил её и выдал замуж за своего племянника Зюннуна. Это спровоцировало войну между Кылыч-Арсланом и Ягибасаном, но последний победил при поддержке византийцев.
В 1160 году, воспользовались неудачей похода Мануила в Анатолию, Ягибасан, несмотря на союзнические отношения с Мануилом, захватил византийские территории на побережье Чёрного моря — Бафру и Унье.

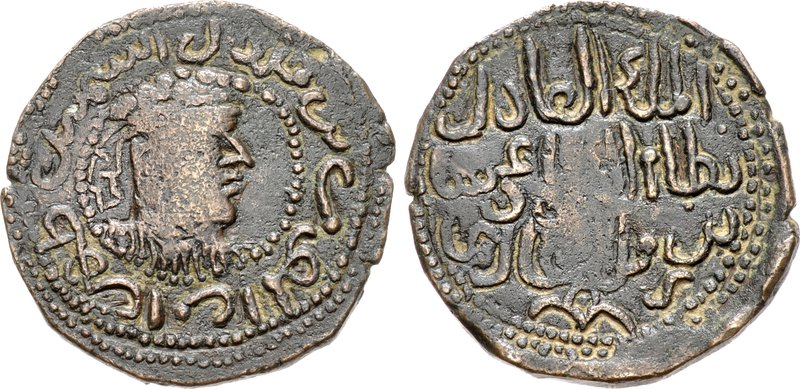
Дирхам Ягибасана

В 1161 году Мануил подготовился к войне с султаном, переправился в Анатолию и двинулся в регион Мендереса. Сельджуки смогли организовать сопротивление и византийцы понесли тяжёлые потери в горных районах. Этот поход Мануила закончился возвращением в Константинополь. Мануилу ничего не оставалось, кроме как найти союзников против сельджуков. Ими стали крестоносцы в Сирии, Ягибасан и брат султана Шахин-шах. Ягибасан уговорил вступить в этот союз своих родственников — Зюннуна, правителя Кайсери, и Зюлькарнайна, эмира Малатьи. Шахин-шаху Мануил обещал трон султана, эмирам — часть сельджукских земель. Но эти переговоры не остались тайной для Кылыч-Арслана, который быстро узнал о заключённом против него союзе. Он предпринял несколько попыток разорвать его заключение на этапе переговоров. В 1162 году Кылыч-Арслан посетил Константинополь и заключил соглашение с императором Мануилом. После возвращения султана от императора большинство анатолийских эмиров отправили послов к султану, чтобы заключить с ним мир. Таким образом Кылыч-Арслан разорвал союз против него и вернулся в более сильном положении, чтобы восстановить единство в Анатолии.

### Борьба с эмирами Анатолии
Ягибасан считал себя единоличным правителем Данышмендов. Зюннун не желал это признавать, поэтому, пока Кылыч-Арслан II находился в Константинополе, Ягибасан выступил против Зюннуна и заставил подчиниться себе. Затем Ягибасан напал на Кемах, принадлежавший стороннику Кылыч-Арслана Менгюджекиду Давуду. Победив его, он пленил его и убил. Ягибасан за короткое время разграбил большую часть земель Артукида Хисн-Кайфы Кара-Арслана. Он предложил Кара-Арслану мир при условии, что тот смирится. Однако, когда Кара-Арслан не согласился, Ягибасан захватил Хизан, Харпут и Чемишгезек. Он разграбил их, захватил в плен часть местного населения и переселил в Кемах, а сам вернулся в Сивас.
Несмотря на усилия Кылыч-Арслана по сохранению мира, туркменские эмиры Анатолии оставались враждебно настроенными по отношению к султану, в основном из-за интриг византийцев. Поэтому прежде, чем прийти к соглашению с эмирами, Кылыч-Арслану II было необходимо обеспечить нейтралитет Византии. Кылыч-Арслан отправил к императору атабека Сулеймана, предлагая отпустить византийских пленников при условии заключения мира, но Мануил отверг это предложение. После этого Кылыч-Арслан попытался разделить императора и Ягибасана, предложив Эльбистан и его регион последнему, но эта попытка не удалась.

### Смерть
Когда Кылыч-Арслан отправился в поход против Ягибасана, эмир Хисн-Кайфы Кара Арслан, эмир Мардина Неджмеддин-Альпы, а также эмир Эрзена и Битлиса Девлетшах присоединились к нему. Союзники захватили Малатью после непродолжительной осады и двинулись к Сивасу, столице Ягибасана, который не мог противостоять их армии и был вынужден оставить Сивас султану и отступить. При посредничестве Нуреддина Махмуда был заключён мир. Ягибасану пришлось вернуть все замки, пленников и добычу Кара-Арслану. Он отправился в Чанкыры, чтобы объединиться с братом Кылыч-Арслана Шахин-шахом. Они заключили соглашение против Кылыч-Арслана II. 4 августа 1164 года Ягибасан внезапно умер в Чанкыры или по пути туда. Хотя Ибн аль-Азрак утверждал, что Ягибасан похоронен в Сивасе, но в архивных записях есть указания, что он похоронен в тюрбе в Никсаре.
По словам турецкого историка С. Солмаза, Ягибасан — один из самых важных и влиятельных правителей Данышмендидов. В Сивасе и Никсаре он построил медресе, мечети, тюрбе, ханы (гостиницы) и имареты.

## Семья
Жена: вдова брата Ягибасана, Мухаммеда.
Жена: дочь сельджукского султана Рума Месуда I.
У Ягибасана было четыре сына: Джемаледдин Гази, Музафферуддин Махмуд, Захиреддин Ин и Бадреддин Юсуф, которые были ещё юны к моменту смерти отца.

## Наследование
Существуют две версии о том, кто наследовал Ягибасану. По первой (Михаил Сириец и Бар-Эбрей), вдова Ягибасана, сестра Кылыч-Арслана, вышла замуж за внучатого племянника своего умершего мужа, шестнадцатилетнего Исмаила, и провозгласила его правителем Сиваса. Вторая версия гласит, что правителем стал сын Ягибасана Джемаледдин Гази, о котором мало сведений.
После смерти Ягибасана у Данышмендидов Сиваса началась борьба за власть. В итоге эмират разделился на части. Джемаледдин Гази стал править в Чанкыры, Зюннун в Кайсери, сын Мелика Мухаммеда Ибрагим в Сивасе, Зулкарнайн продолжал править в Малатье.

## Комментарии
1. ↑  По мнению О.Турана и Э. Мерчила, правителем Кемахи, убитым Ягибасаном в 1162 году, был не Давуд, а Сулейман. По словам Михаила Сирийца, Якуб Арслан — так он называл Ягибасана — покорил правителя Кайсери, затем отправился в Кемах и убил правителя города не в 1162, а в 1163 году[35].
2. ↑  Древний город, находившийся в верхней части долины реки Гарзан[тур.].
3. ↑  Некоторые историки полагают, что настоящее имя Джемаледдина Гази было Исмаил[40]. По их мнению, Михаил Сириец знал что наследовал Ягибасану Исмаил, но не знал, что настоящее имя Джемаледдина Гази — Исмаил, и поэтому думал, что наследовал Ягибасану Исмаил, сын Ибрагима[3].